# Nationalhelden der Philippinen

José Rizal

Als Nationalhelden der Philippinen oder Volkshelden der Philippinen werden die bedeutendsten Männer und Frauen angesehen, welche die Geschichte des Inselstaates maßgebend beeinflusst, ihn aufgebaut und geprägt haben.
Bisher gibt es keine staatliche Festlegung darüber, welche Personen offiziell als Nationalhelden bezeichnet werden dürfen und welche nicht.
Neben Jose Rizal ist Andrés Bonifacio die einzige andere Persönlichkeit, die auf den Philippinen als Volksheld allgemein anerkannt wird. Dessen Geburtstag, der 30. November, wird auf den Philippinen als nationaler Feiertag, wie der 30. Dezember an Rizal gewidmet, begangen.

## Momentaner Zustand
Tatsächlich gibt es weder eine offizielle Festlegung, noch existiert eine gesetzliche Grundlage oder eine amtliche Veröffentlichung, die irgendeine historische Persönlichkeit der Philippinen verbindlich als Nationalhelden deklarieren würde. Trotzdem wird es als notwendig angesehen, eine derartige Definition zu treffen und diese amtlich festzuschreiben, um auf diese Art die wichtige Rolle hervorzuheben und zu honorieren, die verschiedenen Personen zum Aufbau der philippinischen Nation beigetragen haben.
Selbst die wohl wichtigste und bedeutendste Persönlichkeit der philippinischen Geschichte, Jose Rizal, wird bisher nicht offiziell als Nationalheld genannt. Diese Bedeutung, die er in der philippinischen Gesellschaft hat, kommt lediglich durch eine andauernde Bewunderung und Verehrung der Filipinos zum Ausdruck. Sie ist als eine Bestätigung des Beitrags von Rizal zu verstehen, die dieser zu den wichtigen sozialen Umbildungen, die auf dem Inselstaat stattgefunden haben, beigetragen hat.

## Das Nationale Heldenkomitee
Um eine amtliche Auswahl und offizielle Festschreibung der Nationalhelden der Philippinen auf den Weg zu bringen und voranzutreiben, stellte Präsident Fidel Ramos eine Kommission zusammen, deren Aufgabe darin bestand, sich mit dieser Thematik auseinanderzusetzen.
Dieser Ausschuss, das Nationalen Heldenkomitee (National Heroes Committee), wurde am 28. März 1993 mittels des Executive Order (der Präsidentenverfügung) Nr. 75 von Präsident Ramos einberufen. Diese Verfügung hatte die Überschrift: „Einrichtung des Nationalen Heldenkomitee durch das Amt des Präsidenten“. Die Aufgabe des Komitees bestand und besteht darin, die bedeutenden Persönlichkeiten der philippinischen Geschichte zu studieren und zu beurteilen, um diese Personen dem Volk in Erinnerung zu rufen und die außergewöhnlichen Leistungen, die sie für ihre Nation erbracht haben, herauszustellen.

## Kriterien
Der technische Ausschuss des Nationalen Heldenkomitees hielt zwischen dem 3. Juni 1993 und dem 15. November 1995 eine Reihe von Sitzungen ab, um die Vorzüge der verschiedenen Definitionen und Kriterien, die einen Volkshelden ausmachen, zu beschreiben, zu diskutieren und darüber zu beraten. Das Komitee nahm schließlich die folgenden Kriterien als Basis für ihre geschichtlichen Nachforschungen und für ihre Entscheidungen, welche philippinische Persönlichkeit für eine offizielle Ernennung zu einem Nationalheld zugelassen werden sollte.

### Definition nach Onofre Corpuz
Die Definition von Onofre D. Corpuz hat folgenden Wortlaut:
1. Helden sind solche, die eine Vorstellung von einer Nation haben und die die Freiheit dieser Nation anstreben und für diese kämpfen.
Anmerkung zu diesem Punkt:
Unser eigener Kampf nach Freiheit begann mit Bonifacio und endete bei Aguinaldo, der letztlich formell den Erfolg der Revolution ausrief. In Wirklichkeit hat eine Revolution, wie auch immer, nie ein Ende. Revolutionen sind vielmehr nur der Anfang. Ein Einzelner kann eine Bestrebung nach Freiheit niemals alleine durchsetzen, er würde lediglich zurückfallen in seine (ursprünglichen) Fesseln.
2. Helden sind solche, die ein System und ein Leben in Freiheit und Ordnung für eine Nation festlegen und dazu beisteuern.
Anmerkung zu diesem Punkt:
Freiheit ohne Ordnung lässt lediglich der Anarchie die Führung. Deshalb sind Helden solche, die eine nationale Verfassung und ihre Gesetz erstellen, so wie Mabini und Recto. Zu letzterem ist anzufügen, dass die Verfassung nur der Anfang ist; es sind letztlich die Menschen, die unter der Verfassung leben, die eine Nation wahrhaft begründen.
3. Helden sind solche, die zu der Qualität des Lebensumfeldes und dem Schicksal einer Nation beitragen.

### Definition nach Alfredo Lagmay
Weitere Kriterien wurden von Alfredo Lagmay ausgedrückt:
1. Ein Held ist ein Teil des Ausdrucks der Menschen. Aber der Prozess der Verinnerlichung des Lebens und der Leistung eines Helden benötigt Zeit und beinhaltet die Formierung der Jugend als Teil dieser Verinnerlichung.
2. Ein Held denkt an die Zukunft, speziell an die der jungen Generationen.
3. Die Wahl eines Helden beinhaltet nicht allein den Bericht einer Episode oder eines Ereignisses in der Geschichte; nur der vollständige Lebenslauf macht aus einer bestimmten Person einen Helden.

### Zusammenfassende Definition
Allgemein können diejenigen Menschen als philippinischen Nationalhelden bezeichnet werden, die für die Freiheit und Unabhängigkeit gekämpft oder sich gegen die Unterdrückung zur Wehr gesetzt haben. Viele dieser Helden waren Revolutionäre, die gegen die spanische Unterdrückung angetreten waren. Es waren zudem solche, die für die Aufrechterhaltung dieser Freiheit und Unabhängigkeit eingetreten sind, zu dieser Freiheit beigetragen und sie in irgendeiner Weise gefestigt und stabilisiert haben.

## Die Philippinischen Nationalhelden
Insgesamt neun historische Persönlichkeiten wurden durch das Nationalen Heldenkomitee (National Heroes Committee) ausgewählt und am 15. November 1995 für den Erhalt des Ehrentitels eines Nationalhelden empfohlen.
Diese Zusammenstellung wurde am 22. November 1995 dem philippinischen Ministerium für Bildung, Kultur und Sport vorgelegt. Daraufhin gab es jedoch keine weitere Bearbeitung. Es wurde spekuliert, dass es erst einer ganzen Anzahl an Anfrage zu einer Ausrufung bedarf, um eine Aktivität anzuregen. Unter Umständen könnte auch ein Anstoß zu Debatten erforderlich sein, welche sich mit den kontroversen Streitpunkten befassen, die die betroffenen historischen Persönlichkeiten umgeben. Tatsächlich ist eine solche Aktivität bisher jedoch noch nicht erfolgt.
Folgende neun Personen wurden vom Nationalen Heldenkomitee vorgeschlagen:

### José Rizal
José Protacio Rizal Mercado y Alonzo Realonda (* 19. Juni 1861 in Calamba City auf Luzón; † 30. Dezember 1896 in Manila) war ein philippinischer Schriftsteller, Patriot, Physiker und ein Mann der Worte, dessen Leben und literarisches Werk eine Inspiration für die philippinische Unabhängigkeitsbewegung war. Er ist der bedeutendste Nationalheld der Philippinen.
Rizal unternahm ausgedehnte Reisen nach Belgien, England, Frankreich, Hongkong, Japan, Schweiz, Spanien, Österreich-Ungarn und durch die USA. Er hat zudem längere Zeit in Deutschland gelebt und in Heidelberg mit Erfolg Medizin studiert.

### Andrés Bonifacio

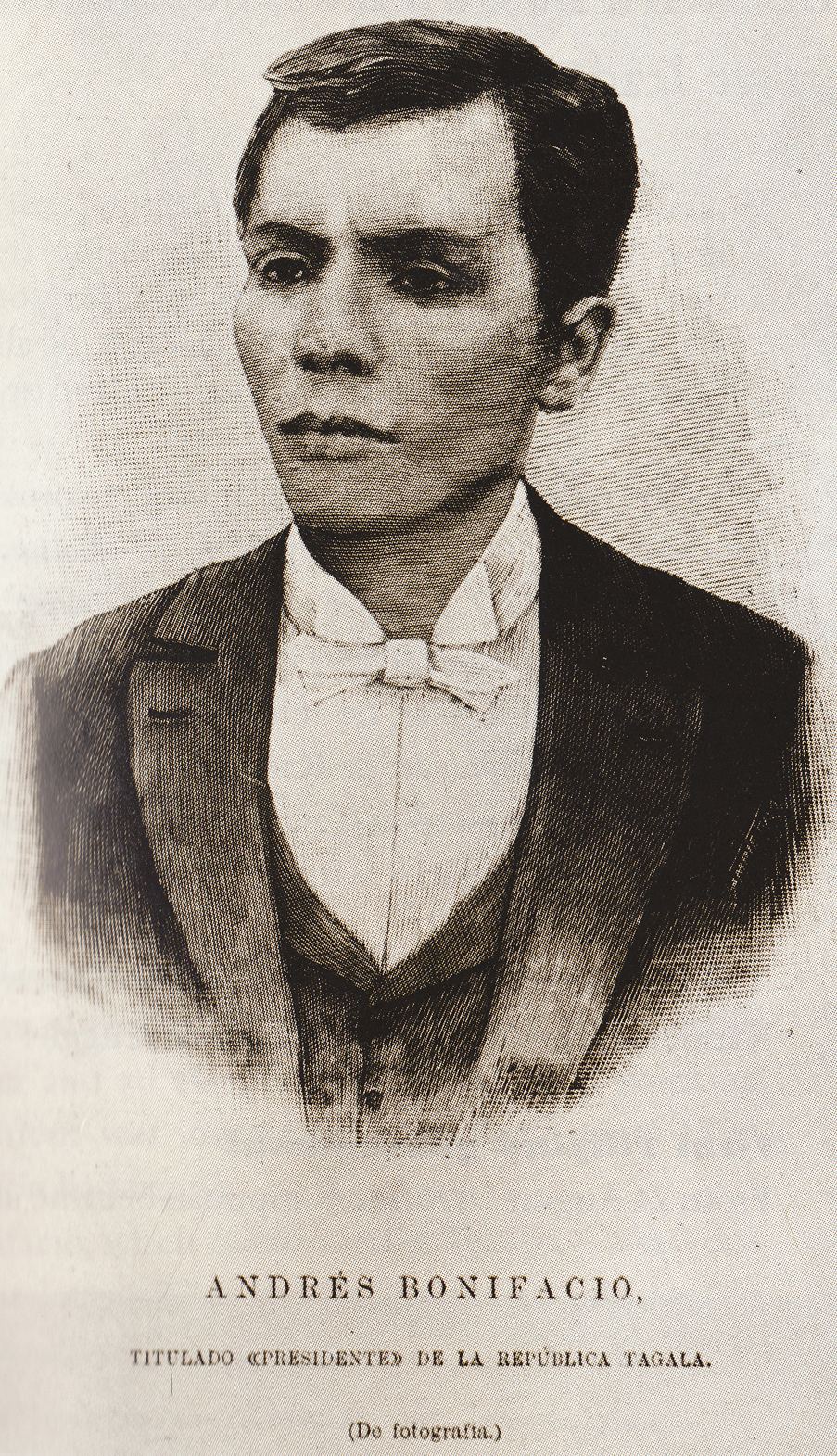
Andrés Bonifacio

Andrés Bonifacio y de Castro (* 30. November 1863; † 10. Mai 1897) war ein philippinischer Revolutionär und einer der obersten Rebellenführer der Philippinischen Revolution gegen die spanische Kolonialherrschaft im späten 19. Jahrhundert. Er wird als der „Vater der Philippinischen Revolution“ bezeichnet und als einer der einflussreichsten Nationalhelden seines Landes. Bonifacio war der Begründer der Katipunan, einer Organisation die das Ziel hatte, eine Unabhängigkeitsbewegung gegen die Spanier in seinem Land zu initiieren.

### Emilio Aguinaldo
Emilio Aguinaldo y Famy (* 22. März 1869 in Cavite El Viejo (heute Kawit); † 6. Februar 1964 in Quezon City) war ein philippinischer General, Politiker und Unabhängigkeitsführer innerhalb des Katipunan. Er spielte eine instrumentale Rolle bei der philippinischen Revolution gegen die spanische Kolonialherrschaft, ebenso wie im Philippinisch-Amerikanischen Krieg.
Auf den Philippinen gilt Aguinaldo als der erste und der jüngste Präsident des Landes, obwohl seine Regierung nie eine ausländische Anerkennung erhielt. Im Jahre 1899 rief er die philippinische Unabhängigkeit aus und kämpfte bis 1901 gegen die neue amerikanische Besatzungsmacht.

### Apolinario Mabini
Apolinario Mabini y Maranan (* 23. Juli 1864 in Tanauan; † 13. Mai 1903 in Manila), auch als der „Geniale Gelähmte“ bekannt und als das „Gehirn der Revolution“ bezeichnet, war ein philippinischer Politiker und Theoretiker, der die philippinische Verfassung der Ersten Philippinischen Republik (von 1899 bis 1901) niederschrieb und im Jahre 1899 zum ersten Premierminister der Philippinen ernannt wurde.

### Marcelo H. del Pilar

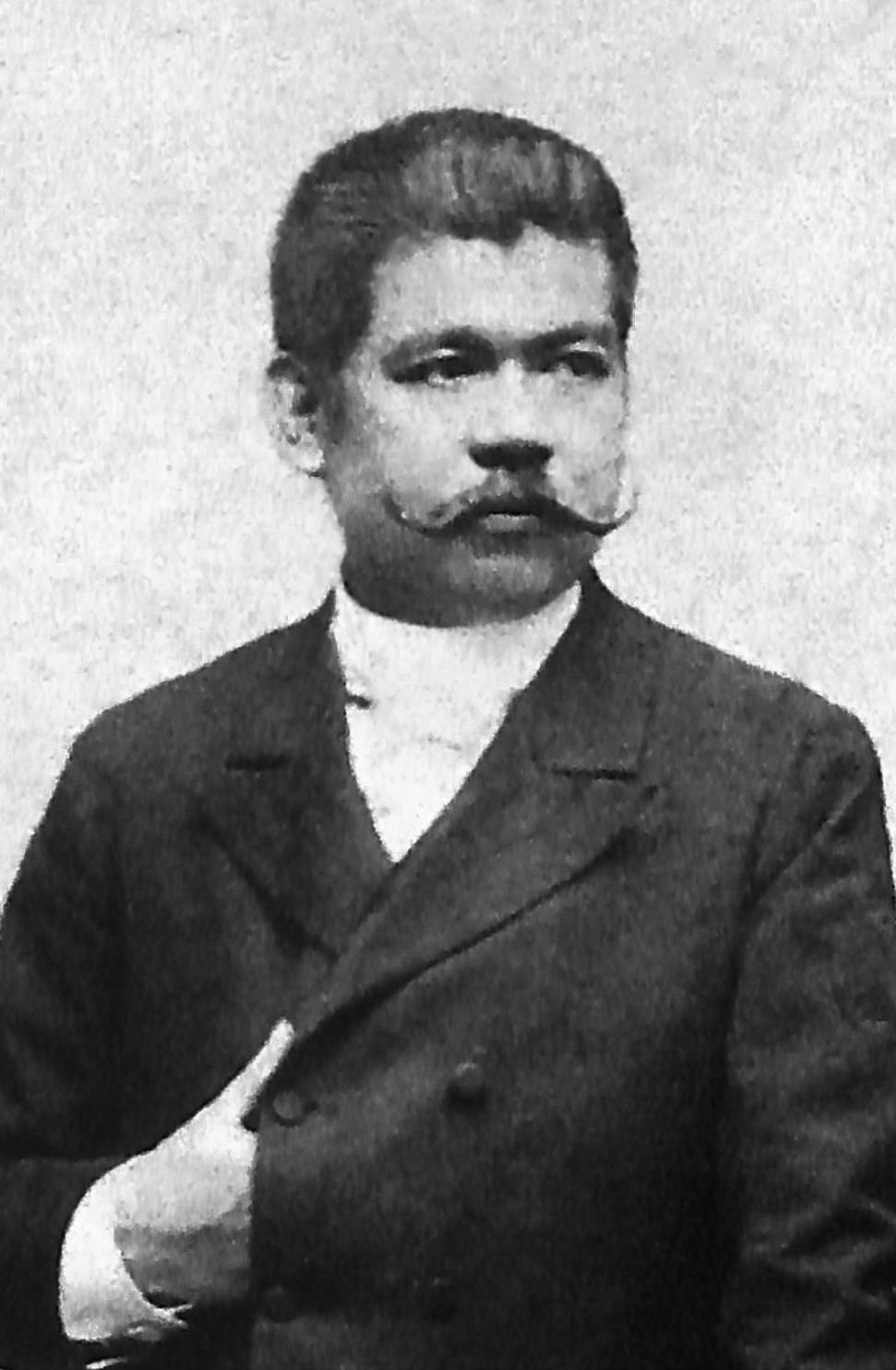
Marcelo H. del Pilar

Marcelo Hilario del Pilar y Gatmaytan (* 30. August 1850; † 4. Juli 1896) war eine gefeierte Persönlichkeit während der Philippinischen Revolution und ein führender Propagandist für Reformen auf den Philippinen. Der Allgemeinheit als Plaridel bekannt, war er der Verfasser und Mitherausgeber der Zeitung La Solidaridad. Er versuchte, das nationale Gefühl der aufgeklärten philippinischen Ilustrados (gebildeten Einheimischen) und des Bürgertums gegen den spanischen Imperialismus zu organisieren.

### Sultan Dipatuan Kudarat
Sultan Muhammad Dipatuan Kudarat (auch ausgesprochen als Qudarat, * 1581 – † 1671) war der siebte Sultan von Maguindanao.
Während seiner Herrschaftszeit hielt er die spanischen Eroberer erfolgreich von seinem Sultanat fern, das die größten Teile der Insel Mindanao einnahm und zu dieser Zeit das einflussreichste Machtgebiet im Süden der Philippinen darstellte. Er ist ein direkter Nachkomme von Sharif Kabungsuan, einem muslimischen Missionar, der das Sultanat von Maguindanao im 15. Jahrhundert gründete.

### Juan Luna

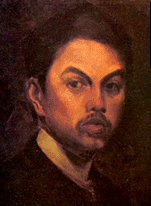
Juan Luna, Selbstporträt

Juan Luna y Novicio (* 23. Oktober 1857; † 7. Dezember 1899) war ein bedeutender und über die Grenzen seines Landes hinaus bekannter philippinischer Maler.
Sein bedeutendstes Werk, The Spoliarium, für das er 1884 den Hauptpreis der Madrid Ausstellung gewann, ist momentan im National Museum in Manila ausgestellt.
Zwei Jahre nach seiner Rückkehr auf die Philippinen wurde er unter dem Verdacht der Volksverhetzung verhaftet. Er wurde später begnadigt. Sein Bruder, General Antonio Luna, war ein aktives Mitglied der aufständischen Katipunan-Bewegung.

### Melchora Aquino
Melchora Aquino de Ramos (* 6. Januar 1812; † 2. März 1919) war eine philippinische Revolutionärin, die in der Geschichte des Inselstaates als „Tandang Sora“ („Tandang“ leitet sich ab von dem Wort matanda aus der Sprache Tagalog und bedeutet alt) bekannt war, da sie bei Ausbruch der Philippinischen Revolution im Jahre 1896 bereits ein hohes Alter hatte.
In ihrem Heimatort hatte sie ein Lager, das eine Zufluchtstätte für kranke und verwundete Revolutionäre war. Sie fütterte die Verwundeten, gab ihnen medizinische Behandlung und ermutigte die revolutionären Kämpfer mit ihren mütterlichen Ratschlägen und Gebeten. In ihrem Haus fanden geheime Treffen der „Katipuneros“ statt. Auf diese Art verdiente sie sich den Title Mutter der Katipunan (Mother of the Katipunan) oder Mutter der Revolution. Als den Spaniern ihre Aktivitäten bekannt wurden, inhaftierte man sie und deportierte sie zu den Marianen.

### Gabriela Silang
María Josefa Gabriela Cariño Silang (* 19. März 1731; † 29. September 1763) war die erste philippinische Frau, die eine Revolte während der spanischen Kolonisation der Philippinen anführte. Als aktives Mitglied der Aufständischen unter Diego Silang, ihrem Ehemann, führte sie nach dessen Tod die Gruppe vier Monate lang an, bis sie gefangen genommen und exekutiert wurde.

## Weitere bedeutende Persönlichkeiten
Zusätzlich zu den oben vom Nationalen Heldenkomitee vorgeschlagenen Personen, gibt es eine Reihe weiterer Persönlichkeiten, die von der Allgemeinheit auf den Philippinen als Charaktere und Volkshelden angesehen sind, da sie ihr Land prägten und auf die Nation nachhaltigen Einfluss genommen haben.

### Lapu-Lapu
König Lapu-Lapu, auch Kolipulako (1491–1542), war der Stammeshäuptling der Insel Mactan und einer der ersten historisch erfassten Krieger der philippinischen Kampfkünste, unter anderem mit der Benutzung des Kampilans und der Machete.
Ihm wird zugeschrieben, Ferdinand Magellan getötet zu haben, als dieser versuchte, mit portugiesischen und spanischen Soldaten seine Insel zu erobern.

### Gregorio del Pilar
Gregorio del Pilar (* 14. November 1875; † 2. Dezember 1899) war der jüngste und ein oftmals bildhaft umschriebener General der Philippinischen Revolution und des Philippinisch-Amerikanischen Krieges. Er wurde aufgrund seiner Jugend als „boy general“ (Knabengeneral) bezeichnet.
Del Pila, mit 24 Jahren der jüngste General der Revolutionsarmee, kämpfte während des Philippinisch-Amerikanischen Krieges gegen die amerikanischen Truppen. Am 2. Dezember 1899 wurde er als Kommandierender von Emilio Aguinaldos Nachhut am Tirad Pass getötet.
Im Gedächtnis der Menschen ist er deshalb als der Held des Tirad Passe geblieben und verdiente sich auch bei den gegnerischen Amerikaner den Respekt eines Offiziers und Gentlemans.

### Francisco Baltazar
Francisco Baltazar (Balagtas) (* 2. April 1788; † 20. Februar 1862), war ein bekannter philippinischer Poet und ist über die Landesgrenzen hinweg als das Tagalog Äquivalent zu William Shakespeare bekannt, aufgrund seiner Bedeutung für die philippinische Literatur. Das bekannteste Epos, Florante at Laura, wird als sein prägendstes Werk angesehen.
Geboren in Bigaa in Zentralbulacan arbeitete Balagtas zumeist unter der strikten Aufsicht von Mönchen. Themen hatten hierbei unter den Zwängen von offiziellen religiösen Thematiken zu fallen und mussten in empfohlenen Takten und Strukturen gehalten werden. Trotz dieser Restriktionen nahm er alle Hindernisse an und wechselte zur sinnbildlichen Dichtung, die er als ein Medium betrachtete, um seine Botschaften zu transportieren.
In Metrik und ausgestattet mit Metaphern, führte er seinen Protestes gegen die koloniale Tyrannei der Spanier in Tagalog aus. Die Mönche dachten, dass „Florante at Laura“, seine bekannteste Arbeit, über Christen und Moore handeln würde, die sich in einem mythischen Königreich bis zum guten Ende duellierten. In Wirklichkeit schilderte er die Ungerechtigkeiten, die die Filipinos in der Hand der Spanier erleiden mussten, sowie die Grausamkeiten, die von dem spanischen Regime ausging.
Balagtas ist bekannt als der King of Tagalog Poems. (König der Tagalog Gedichte).

### Emilio Jacinto

Emilio Jacinto

Emilio Jacinto (* 15. Dezember 1875; † 16. April 1899), wurde in Trozo, Manila geboren. Er war ein Revolutionär und gilt als das Gehirn des Katipunan.
Er trat bereits zu Beginn der Philippinischen Revolution im Jahre 1896 der Bruderschaft des Katipunan bei. Im Alter von 19 Jahren diente er Andres Bonifacio, dem Gründer und Führer des Katipunan, als Sachbearbeiter, Sekretär und Finanzberater. Zudem brachte er die Zeitung Kalayaan heraus, schrieb die Kartilya ng Katipunan, die Leitlinien des Katipunan, nieder.
Im Jahre 1898 führte er die Revolutionstruppen als General gegen die spanische Besatzungsmacht in die Schlacht von Maimpis bei Magdalena in der Provinz Laguna. Dabei erlitt er eine schwere Verwundung und wurde von den Spaniern gefangen genommen. Seine Wunde wurde behandelt und als sie verheilt war, konnte er fliehen, indem er die Identität eines anderen Mannes annahm. Am 16. April 1899 infizierte er sich mit Malaria und starb im Alter von 23 Jahren.